# Rio Caracul
O Rio Caracul é um rio da Romênia, afluente do Puriştoaca, localizado no distrito de Braşov.